# Gustav Ježek
Gustav Ježek fue un deportista checoslovaco que compitió en luge. Ganó una medalla de bronce en el Campeonato Europeo de Luge de 1939, en la prueba individual.

## Palmarés internacional
| Campeonato Europeo | Campeonato Europeo     | Campeonato Europeo | Campeonato Europeo |
| Año                | Lugar                  | Medalla            | Prueba             |
| ------------------ | ---------------------- | ------------------ | ------------------ |
| 1939               | Reichenberg (Alemania) | Medalla de bronce  | Individual         |